# Ігор Ангеловський
Ігор Ангеловський (мак. Игор Ангеловски – Мрме; нар. 2 червня 1976, Скоп'є, СР Македонія) — македонський футболіст, виступав на позиції півзахисника. У 2015—2021 роках був головним тренером національної збірної Північної Македонії.

## Клубна кар'єра
Футбольну кар'єру розпочав у «Цементарниці». З 1998 по 2000 рік захищав кольори клубу «Цельє» з Першої ліги Словенії. Потім повернувся до «Цементарниці», в якій виступав до 2007 року. З 2007 по 2018 рік грав за ФК «Скоп'є». У 2008 році виїхав до сусідньої Сербії, де захищав кольори «Срему». Кар'єру гравця завершив у 2009 році.

## Кар'єра тренера
У жовтні 2015 року призначений новим головним тренером національної збірної Македонії, замінивши на вище вказаній посаді серба Любинко Друловича, який повернувся на батьківщину, де очолив столичний «Партизан». До грудня 2015 року суміщав посади головного тренера збірної та клубу «Работнічкі», який тренував з 2012 року.
Під його керівнцтвом збірна пробилася до свого першого великого турніру — чемпіонату Європи 2020. На європейській першості, щоправда, македонці програли усі три матчі групового етапу, а невдовзі після завершення чемпіонату, у липні 2021 року, тренер залишив національну команду.

## Досягнення

### Як гравця
«Цементарниця»
- Кубок Македонії
  -  Володар (1): 2002/03
  -  Фіналіст (1): 2001/02

### Як тренера
«Работнічкі»
- Перша ліга Македонії
  -  Чемпіон (1): 2013/14
- Кубок Македонії
  -  Володар (2): 2013/14, 2014/15

## Статистика тренера
Станом на 9 вересня 2021 року
| Команда                      | Нац                | З            | По          | Досягнення | Досягнення | Досягнення | Досягнення | Досягнення |
| Команда                      | Нац                | З            | По          | Іг         | В          | Н          | П          | % перемог  |
| ---------------------------- | ------------------ | ------------ | ----------- | ---------- | ---------- | ---------- | ---------- | ---------- |
| Македонія/Північна Македонія | Північна Македонія | жовтень 2015 | липень 2021 | 53         | 23         | 11         | 19         | 43,40      |